# Loukas Stylianou
Loukas Stylianou (in greco: Λούκας Στυλιανού; Nicosia, 7 maggio 1984) è un ex calciatore cipriota, di ruolo difensore.

## Carriera

### Club
Ad eccezione di una stagione (2006-2007), nella quale ha giocato in Grecia, ha sempre militato nella file di squadre cipriote.

### Nazionale
Ha esordito in nazionale nel 2009.